# Synagoga w Erywaniu
Synagoga w Erywaniu – synagoga znajdująca się w Erywaniu, stolicy Armenii przy ulicy Nar-Dosa 23.
Synagoga została założona na początku lat 90. XX wieku w siedzibie gminy żydowskiej w Erywaniu. Jest to niewielkie pomieszczenie mogące pomieścić około 50 osób, którego ściany pomalowane są na biało. Na ścianie wschodniej znajduje się skromna wnęka zamykana drewnianymi drzwiczkami, która służy jako Aron ha-kodesz. Przed szafą stoi skromna bima, a po prawej stronie amud i zawieszony nad nim sziwiti. Nabożeństwa odbywają się we wszystkie szabaty oraz święta. Rabinem synagogi jest Gersh-Meir Burshtein z Chabad-Lubawicz.